# Tom Lister
Thomas Anthony Brown (Ingleton, 21 de junio de 1978), más conocido como Tom Lister, es un actor inglés, conocido por haber interpretado a Carl King en la serie Emmerdale Farm.

## Biografía
Es hijo de Tom Brown y Jean Lister, tiene dos hermanas mayores Sally y Rosemary Lister y un gemelo Daniel Lister.
Tom tomó el apellido "Lister" de su madre como nombre artístico.
Es muy buen amigo de los actores Nick Miles y Matt Healy.
En el 2004 se casó con Jenny Brown una maestra de primaria, la pareja le dio la bienvenida a su primer hijo juntos, Benjamin Thomas Brown en septiembre del 2006 y a su segundo hijo, Samuel Harry Brown en octubre del 2008.

## Carrera
Tom participó en 24 Hours Emmerdale > EastEnders junto a los actores James Thorton, Rik Makarem, Kelvin Fletcher,  el productor Steve November y Ed Gration.
El 6 de febrero de 2004 se unió a la exitosa serie británica Emmerdale Farm donde interpretó a Carl King, hasta el 17 de octubre de 2012 luego de que su personaje fuera asesinado por Cameron Murray luego de que lo golpeara en la cabeza con un ladrillo matándolo instantanemente.
En diciembre del 2006 apareció en el programa Stars in Their Eyes como Jamie Cullum.
En el 2009 concursó en el programa All Star Family Fortunes junto a Lucy Pargeter, Nick Miles, Kelsey-Beth Crossley & Nicola Wheeler durante el episodio "Coronation Street vs. Emmerdale".

## Filmografía

### Televisión
| Año         | Título         | Papel            | Notas                          |
| ----------- | -------------- | ---------------- | ------------------------------ |
| 2004 - 2012 | Emmerdale Farm | Carl King        | 679 episodios                  |
| 2002        | The Bill       | Rob Ingram       | episodio "020"                 |
| 2002        | Doctors        | Andy Mills       | episodio "Bottled"             |
| 2002        | Heartbeat      | Harry Wainwright | episodio "From Ancient Grudge" |

### Películas
| Año  | Título         | Papel             | Notas                                           |
| ---- | -------------- | ----------------- | ----------------------------------------------- |
| 2001 | Shifting Units | Oficial de Ventas | corto - junto a Claire Simpson & Adam Robertson |

### Teatro
| Año         | Obra      | Personaje    | Notas                 |
| ----------- | --------- | ------------ | --------------------- |
| 2012 - 2013 | Peter Pan | Capitán Hook | junto a Katy Ashworth |

### Apariciones
| Año  | Programa                 | Notas                                                                                  |
| ---- | ------------------------ | -------------------------------------------------------------------------------------- |
| 2009 | All Star Family Fortunes | concursante - junto a Lucy Pargeter, Nick Miles, Kelsey-Beth Crossley & Nicola Wheeler |

## Premios y nominaciones
| Año  | Categoría                           | Premio                      | Serie          | Resultado |
| ---- | ----------------------------------- | --------------------------- | -------------- | --------- |
| 2013 | Best Exit                           | British Soap Award          | Emmerdale Farm | Nominado  |
| 2010 | Best Soap Actor                     | TV Quick & TV Choice Award  | Emmerdale Farm | Nominado  |
| 2009 | Male Soap Star                      | Irish TV Now Magazine Award | Emmerdale Farm | Ganador   |
| 2007 | Best Couple (junto a Lucy Pargeter) | TV Now Magazine Award       | Emmerdale Farm | Ganadores |
| 2007 | Best Storyline                      | British Soap Award          | Emmerdale Farm | Nominados |